# Ágios Geórgios (Arméni, Réthymnon)
Ágios Geórgios, en grec moderne : Άγιος Γεώργιος, est un village du dème de Réthymnon, en Crète, en Grèce. Selon le recensement de 2011, la population d'Ágios Geórgios compte 87 habitants. Le village est situé à une altitude de 390 m.